# Женское бюро Зимбабве
Женское бюро Зимбабве (англ. The Zimbabwe Women's Bureau, ZWB) — женская неправительственная организация в Африке.
Бюро основано в Зимбабве в 1978 году.

## История
Женское бюро Зимбабве основано в 1978 году. Бюро было создано как попытка чернокожих родезийских ученых, активистов и деловых женщин «повысить осведомленность особенно чернокожих женщин в стране». Являясь филиалом Национальной фермерской ассоциации Зимбабве (англ. National Farmer's Association of Zimbabwe), бюро спонсировало семинары и учебные занятия для женщин-фермеров. 

## Деятельность
Чтобы избежать цензуры со стороны Родезийского фронта, Бюро использовала церкви как места встреч, изображая свою деятельность как молитвенные группы. После обретения независимости обзор положения женщин Зимбабве был опубликован бюро в виде книги «We Carry A Heavy Load». 

## Публикации
- Black Women in Zimbabwe. Harare, June 1980
- Kate McCalman, We Carry a Heavy Load: Rural Women in Zimbabwe Speak Out. Harare: Zimbabwe Women's Bureau, 1981
- We Carry a Heavy Load, Part II. Harare: Zimbabwe Women's Bureau, 1992

## Внешние ссылки
- Веб-сайт Женского бюро Зимбабве